# Nicolaus Olai Bothniensis
Nicolaus Olai Bothniensis (Piteå, ca. 1500 - Uppsala, 18 mei 1600) was aartsbisschop van Uppsala, in de Zweedse Kerk. Hij werd benoemd in de plaats van Abraham Angermannus, die gevangen was gezet. Voordat hij ingewijd kon worden stierf hij echter aan een ziekte. Hij werd ongeveer 50 jaar oud. 
In zijn jongere dagen was hij een student aan de Universiteit van Rostock, en maakte hij uitgebreide reizen door Europa.
Net als Angermannus was Bothniensis enige tijd gevangengezet vanwege zijn verzet tegen de niet-Lutherse liturgie van koning Johan III van Zweden, maar hij werd uiteindelijk vrijgelaten in de herfst van 1592, na een totale gevangenisperiode van 1,5 jaar.
Hij werd deken in Uppsala en de eerste hoogleraar in de theologie aan de universiteit aldaar in 1593. Bothiensis werd beschreven als een goed man met sterke morele gronden.